# Carl Gustaf Roos
Carl Gustaf Roos fou un baró i el darrer General Major de l'Imperi Suec, nasqué el 25 de desembre de 1655 a Västergötland i morí el 1721 tornant a Suècia després de ser alliberat pels russos que el feren presoner de guerra. El 1722 fou enterrat a Turku, Finlàndia.

## Família
Carl Gustaf Roos fou ascendit a baró durant la campanya de Polònia de 1705 pel rei Carles XII de Suècia.
El seu fill fou Axel Erik Roos, que exercí com a Tinent General i Governador.

## Carrera militar
Carl Gustaf Ross inicià la seva carrera militar el 1674 en l'exèrcit de Leopold I del Sacre Imperi Romanogermànic amb el grau d'alferes. Un any després d'unir-se a l'exèrcit fou ascendit a tinent. Participà en la Guerra francoholandesa i prengué part en la batalla de Trier i el Setge de Philippsburg (1676).
Roos s'incorporà a l'exèrcit suec el 1677 en qualitat de tinent al Regiment de Dragons de Bohuslän. El 1678 va ser ascendit a major i traslladat al Regiment d'Infanteria de Skaraborg. Després d'estar vuit anys en aquest regiment, Roos és ascendit a tinent coronel i transferit al regiment d'Erik Soop a Riga.
Al començament de la Gran Guerra del Nord Roos encara estava a Riga i va marxar el 1700 a les ordres del rei Carles XII de Suècia cap a Narva. Durant la batalla de Narva, Roos es distingí i fou ascendit a Coronel.
El 1706 Roos fou nomenat General Major i un any més tard comandà el Regiment de Närke-Värmlandö. Aquell mateix any el seu fill serví com alferes en el regiment.
El 31 d'agost de 1708 comandà l'avantguarda de l'exèrcit suec a la batalla de Malatitze. L'exèrcit suec estava en marxa de Mogiljow a Smolensk, les tropes de Roos anaven molt avançades respecte al gruix de l'exèrcit. Pere el Gran volgué aprofitar aquesta oportunitat i ordenà un atac sorpresa a l'alba, només el terreny pantanós i l'arribada de Carles XII amb el gruix de les tropes sueques impediren l'aniquilació de les forces de Roos.
El 27 de juny de 1709 Roos prengué part en la batalla de Poltava. Roos aconseguí mantenir les seves línies i, juntament amb els homes del general Schlippenbach, fou aïllat de la resta de tropes sueques. Foren atacats per les unitats del general Menschikow i obligats a retirar-se a un bosc proper a Poltava. Roos amb les seves tropes, quatre esquadrons de cavalleria, es parapetà darrere unes barricades però no pogueren resistir l'atac del tinent general Renzel. Juntament amb altres presoners de guerra fou conduït a Moscou i va passar els següents dotze anys en captivitat.
Després de la signatura del Tractat de Nystad Roos fou alliberat el 1721. Morí en el camí a casa i va ser enterrat a Turku.